# Charles Evans
Sir Robert Charles Evans   (Liverpool, 19 d'octubre de 1918 - 5 de desembre de 1995) va ser un alpinista, cirurgià i educador anglès. Va ser el líder de l'expedició britànica al Kangchenjunga de 1955 i líder adjunt de l'expedició britànica a l'Everest de 1953. Ambdues expedicions van tenir èxit.

## Biografia
Nascut a Liverpool, Evans es va criar a Gal·les, Regne Unit, i parlava el gal·lès amb fluïdesa. Va estudiar a la Shrewsbury School i al University College d'Oxford, on va estudiar medicina. Es va graduar com a metge el 1942 i es va incorporar al Royal Army Medical Corps.

## Alpinista
Abans havia escalat moltes de les vies clàssiques dels Alps i va aprofitar aquesta experiència durant els viatges al Sikkim i l'Himàlaia durant la guerra. Després de la desmobilització el 1947, va ser cirurgià a Liverpool fins al 1957.
Evans va participar en l'expedició britànica d'Eric Shipton de 1952 al Cho Oyu, una preparació per a l'any 1953. L'any 1953 va ser cap adjunt de John Hunt a l'Expedició britànica a l'Everest, que va fer la primera ascensió de l'Everest el 1953. Evans i Tom Bourdillon van ser el primer grup d'assalt i van fer la primera ascensió de la Cimera Sud. Havien arribat a tres-cents peus del cim principal de l'Everest el 26 de maig de 1953, però es van veure obligats a tornar enrere a causa del cansament, la manca d'oxigen suficient per al retorn i el mal funcionament de l'aparell d'oxigen (de circuit tancat experimental). El cim de l'Everest el van assolir els seus companys Edmund Hillary i Tenzing Norgay al segon intent d'assalt tres dies després, el 29 de maig de 1953.
Evans va ser el líder de l'exitosa expedició britànica al Kangchenjunga de 1955, que va pujar per primera vegada el Kangchenjunga, el tercer cim més alt del món. A l'any següent se li va concedir la medalla d'or de la Reial Societat Geogràfica.
Va ser el director del University College of North Wales (ara anomenat Universitat de Bangor) de 1958 a 1984. Va ser president del Club Alpí de 1967 a 1970.
L'any 1969 va ser nomenat cavaller en una llista d'honors amb motiu de la investidura del príncep de Gal·les, pels serveis a l'alpinisme.